# Cambridge (Winsconsin)
Cambridge é uma vila localizada no estado norte-americano de Wisconsin, no Condado de Dane e Condado de Jefferson.

## Demografia
Segundo o censo norte-americano de 2000, a sua população era de 1101 habitantes.
Em 2006, foi estimada uma população de 1253, um aumento de 152 (13.8%).

## Geografia
De acordo com o United States Census Bureau tem uma área de
2,3 km², dos quais 2,3 km² cobertos por terra e 0,0 km² cobertos por água.

## Localidades na vizinhança
O diagrama seguinte representa as localidades num raio de 20 km ao redor de Cambridge.